# Maria Orska
Maria Orska, właśc. Rachela Blindermann (ur. 16 marca 1896 w Mikołajowie, zm. 16 maja 1930 w Wiedniu) – aktorka.

## Życiorys
Była córką żydowskiego adwokata i kobiety pochodzenia austriackiego
W młodości przejawiała zainteresowanie teatrem. Wyjechała z Galicji i była kolejno zatrudniana w teatrach w Pradze, Hamburgu, Berlinie. W 1922 Oskar Kokoschka namalował jej portret.
Była dwukrotnie zamężna, po raz pierwszy z Brudermannem, po raz drugi z Hansem Bleichröderem do rozwodu w 1923. W prasie często opisywano romanse z jej udziałem oraz donoszono o uzależnieniu od narkotyków (morfina). Dwa tygodnie przed śmiercią przybyła do sanatorium w Wiedniu. Zmarła w Wiedniu na skutek otrucia weronalem.
Znała trzy języki: polski, niemiecki i rosyjski.

## Filmografia
- 1916: Das Geständnis der grünen Maske
- 1916: Adamants letztes Rennen
- 1920: Die Bestie im Menschen

- 1921: Der Streik der Diebe
- 1922: Opfer der Leidenschaft

- 1922–1923: Fridericus Rex część 3: Sanssouci